# Chrysophlegma
Genre
Chrysophlegma est un genre d'oiseaux de la famille des Picidae.

## Liste d'espèces
Selon la classification de référence du Congrès ornithologique international (version 2.11, 2012) :
- Chrysophlegma miniaceum – Pic minium
- Chrysophlegma mentale – Pic gorgeret
- Chrysophlegma flavinucha – Pic à nuque jaune